# ジュリアン (映画)
『ジュリアン』（Jusqu'à la garde）は、2017年のフランスのサスペンス映画。
グザヴィエ・ルグラン初の長編映画監督作品で、出演はトマ・ジオリアとドゥニ・メノーシェなど。
ドメスティックバイオレンスを題材とし、第86回アカデミー賞の短編映画賞にノミネートされた2013年の映画『すべてを失う前に』の長編バージョンである。本国フランスで40万人動員のロングランヒットを記録した。
2017年8月から9月にかけて開催された第74回ヴェネツィア国際映画祭に出品され、銀獅子賞（監督賞）を受賞している。
日本ではフランス映画祭2018において『CUSTODY/カストディ』のタイトルで上映されたのち、2019年に一般劇場公開された。

## ストーリー
ミリアムは夫アントワーヌと離婚し、ミリアムはジョゼフィーヌとジュリアンの2人の子供を引き取ったが、ジュリアンについては親権内容を争った末、離婚調停の取り決めで親権は共同と決められたため、ジュリアンは隔週の週末ごとに別れた父アントワーヌと過ごすことになる。
しかし、ミリアムはアントワーヌに絶対に会おうとせず、電話番号も住所も伝えない。アントワーヌにDV癖があったためだ。アントワーヌはジュリアンに面会する度に母の居場所を聞き出そうとするが、彼も母親を守るため必死に嘘をつき続ける。
アントワーヌの不満は徐々に高まっていき、そしてある日、ついに怒りに満ちたアントワーヌが家に乗り込んでくる。

## キャスト
- ジュリアン・ベッソン: トマ・ジオリア - 11歳の少年。
- ミリアム・ベッソン: レア・ドリュッケール（フランス語版） - ジュリアンの母。
- アントワーヌ・ベッソン: ドゥニ・メノーシェ - ジュリアンの父。
- ジョゼフィーヌ・ベッソン: マティルド・オネヴ - ジュリアンの姉。18歳。
- サミュエル: マチュー・サイカリ（フランス語版） - ジョゼフィーヌの恋人。ミュージシャン。
- シルヴィア: フロランス・ジャナス - ミリアムの妹。
- マドレーヌ: マルティーヌ・ヴァンドヴィル（フランス語版） - アントワーヌの母。
- ジョエル: ジャン＝マリー・ヴァンラン（フランス語版） - アントワーヌの父。
- ナニー: マルティーヌ・シャンバッハー - ミリアムの母。
- アンドレ: ジャン＝クロード・ルゲー（フランス語版） - ミリアムの父。
- 裁判官: サディア・ベンタイエブ
- ミリアムの弁護士: ソフィー・パンスマイユ
- アントワーヌの弁護士: エミリー・アンセルティ＝フォルメンティニ

## 作品の評価
Rotten Tomatoesによれば、114件の評論のうち、95%にあたる108件が高く評価しており、平均で10点満点中7.9点を得ている。
Metacriticによれば、21件の評論の全てが高く評価しており、平均で100点満点中83点を得ている。
アロシネによれば、メディアによる34件の評論のうち31件が5点満点中4点以上をつけており、平均で4.2点を得ている。

### 受賞歴
| 賞                           | 部門           | 対象                   | 結果       |
| ---------------------------- | -------------- | ---------------------- | ---------- |
| 第74回ヴェネツィア国際映画祭 | 銀獅子賞       | グザヴィエ・ルグラン   | 受賞       |
| 第44回セザール賞             | 作品賞         |                        | 受賞       |
| 第44回セザール賞             | 監督賞         | グザヴィエ・ルグラン   | ノミネート |
| 第44回セザール賞             | 主演男優賞     | ドゥニ・メノーシェ     | ノミネート |
| 第44回セザール賞             | 主演女優賞     | レア・ドリュッケール   | 受賞       |
| 第44回セザール賞             | 有望若手男優賞 | トマ・ジオリア         | ノミネート |
| 第44回セザール賞             | 脚本賞         | グザヴィエ・ルグラン   | 受賞       |
| 第44回セザール賞             | 撮影賞         | ナタリー・デュラン     | ノミネート |
| 第44回セザール賞             | 編集賞         | ヨルゴス・ランプリノス | 受賞       |
| 第44回セザール賞             | 音響賞         | ジュリアン・シカール   | ノミネート |
| 第44回セザール賞             | 新人作品賞     | グザヴィエ・ルグラン   | ノミネート |